# Ци Хайфэн
Ци Хайфэн (кит. 齐海峰; род. 7 августа 1983, Далянь, Ляонин) — китайский легкоатлет, специалист по многоборьям. Выступал за сборную КНР по лёгкой атлетике в 2001—2009 годах, чемпион Азиатских игр в Пусане, бронзовый призёр Универсиады в Пекине, действующий рекордсмен Китая в семиборье и десятиборье, участник двух летних Олимпийских игр.

## Биография
Ци Хайфэн родился 7 августа 1983 года в городе Далянь провинции Ляонин.
Впервые заявил о себе в лёгкой атлетике в сезоне 2001 года, когда выиграл Спартакиаду народов КНР в Гуандуне, вошёл в состав китайской национальной сборной и, будучи студентом, побывал на домашней Универсиаде в Пекине, откуда привёз награду бронзового достоинства.
В 2002 году одержал победу в десятиборье на Азиатских играх в Пусане.
В 2003 году стал седьмым на чемпионате мира в Париже.
Благодаря череде удачных выступлений удостоился права защищать честь страны на летних Олимпийских играх 2004 года в Афинах, где с результатом в 7934 очка занял итоговое 18-е место.
В 2005 году финишировал четвёртым на международных соревнованиях Hypo-Meeting в Австрии, установив при этом национальный рекорд Китая в десятиборье — 8290 очков. Позже стартовал на чемпионате мира в Хельсинки, но без результата досрочно завершил выступление в десятиборье. В концовке сезона добавил в послужной список победу на Спартакиаде народов КНР в Цзянсу.
Принимал участие в Азиатских играх 2006 года в Дохе, но на сей раз сошёл с дистанции уже во время бега на 100 метров.
Находясь в числе лидеров легкоатлетической команды КНР, благополучно прошёл отбор на домашние Олимпийские игры 2008 года в Пекине — набрал в сумме всех дисциплин десятиборья 7835 очков, расположившись в итоговом протоколе соревнований на 18-й строке (впоследствии в связи с дисквалификацией россиянина Александра Погорелова поднялся до 17-й позиции).
После пекинской Олимпиады Ци остался в составе китайской национальной сборной и продолжил принимать участие в различных международных стартах. Так, в 2009 году он победил в десятиборье на Восточноазиатских играх в Гонконге, выиграл Спартакиаду народов КНР в Шаньдуне.
На Спартакиаде народов КНР 2013 года в Ляонине взял бронзу в десятиборье.